# Trevor Taylor
Trevor Taylor és un pilot de Formula 1 nascut el 26 de desembre del 1936 a Gleadless, prop de Sheffield (Anglaterra).
Va debutar el 18 de juliol de 1959 al Gran Premi del seu país. Va participar en un total de 29 grans premis, aconseguint un podi al Gran premi dels Països Baixos del 1962 i un total de 8 punts al campionat del món.
Va córrer per Cooper, Lotus, BRM i Shannon F1 amb la que va córrer l'única cursa d'aquesta escuderia a la Fórmula 1 al Gran Premi d'Anglaterra del 1966, cursa en la que ja es va retirar definitivament.